# Portsmouth
Portsmouth (England), thành phố và là đơn vị quản lý, miền Nam nước Anh, nằm trên Đảo Portsea và bên Solent, một con kênh chia hòn đảo Wight và bờ biển phía Nam của nước Anh. Portsmouth là một trong những căn cứ hải quân quan trọng của Anh. Thành phố cũng là nơi có bến cảng thương mại. Portsmouth có ngành công nghiệp không gian vũ trụ đóng góp quan trọng cho nền kinh tế của thành phố. Khu vực biển phía Nam của thành phố là một khu nghỉ dưỡng nổi tiếng ven biển. Thành phố này có 189.000 dân. Tuy nhiên, vùng đô thị có 442.252 dân, khiến nó là khu vực đô thị lớn thứ 11 ở Anh.

## Các điểm tham quan
Portsmouth có một số công trình lịch sử. Lâu đài Portchester được xây vào thế kỷ 3 sau Công nguyên khi người La Mã đã xây dựng một công trình phòng ngự đầu tiên ở đây. Lâu đài này về sau đã được mở rộng và được các vua Anh sử dụng trong thời Trung Cổ. Nhà thờ lớn Saint Thomas được xây dựng vào thế kỷ 12. Ba con tàu đáng chú ý: thân tàu Mary Rose, tàu đô đốc của vua Henry VIII bị chìm năm 1545, which sank in 1545 as the king watched; tàu HMS Victory, tàu đô đốc của đô đốc Horatio Nelson tại Cuộc chiến Trafalgar (1805); và tàu HMS Warrior, có niên đại từ năm 1860 và là tàu chiến bọc sắt đầu tiên của Vương quốc Anh. Ngôi nhà mà tiểu thuyết gia Charles Dickens sinh ra năm 1812 toạ lạc tại Portsmouth và ngày nay là một viện bảo tàng. Thành phố có Đại học Portsmouth.
Portsmouth được thiết lập năm 1194 bởi Richard I. Năm 1496, xưởng sửa chữa và đóng tàu Hoàng gia đã được thiết lập và ụ tàu khô đầu tiên đã được xây dựng ở đây. Trong Chiến tranh thế giới thứ 2 (1939-1945), do vị trí quân sự chiến lược của mình, Portsmouth đã bị quân Đức ném bom tàn phá nặng nề.

## Thành phố kết nghĩa
- Duisburg, Đức
- Caen, Pháp